# Андреас фон Пуххайм
Андреас фон Пуххайм (на немски: Andreas Herr von Puchheim; † 1558) е австрийски благородник от стария рицарски род Пуххайм (Buchheim/Puchheim), господар на Пуххайм в Горна Австрия, фрайхер на Рабс и Крумбах в Долна Австрия.

## Произход и наследство
Той е син на фрайхер Георг IV фон Пуххайм-Крумбах († 1531) и съпругата му Сабина Поликсена фон Волкенщайн-Роденег († 1494), дъщеря на Йохан фон Волкенщайн-Роденег († 1494) и Гертруд де Монтани. Внук е на Балтзар фон Пуххайм († 1504) и правнук на Георг II фон Пуххайм († 1458).
Родът фон Пуххайм получава през 1551 г. крепостта замък Пуххайм, който изгаря през 1585 г. и на неговото място се построява четири-крилен дворец в стил ренесанс. Фамилията притежава от 1378 до 1701 г. замък Рабс и през 1548 – 1571 г. дворец Крумбах в Долна Австрия.
- Замък Пуххайм (1674)
- Дворец Пуххайм
- Замък Рабс

## Фамилия
Андреас фон Пуххайм се жени ок. 1540 г. за Пракседис фон Еберщайн (* 1514; † 10 октомври 1569), дъщеря на граф Бернхард III фон Еберщайн (1459 – 1526) и Кунигунда фон Валдбург-Зоненберг (1482 – 1538). Те имат двама сина:
- Николаус фон Пуххайм († 1591), фрайхер, женен за Барбара фон Пуххайм; имат един син
- Адам фон Пуххайм (* 1546; † 5 октомври 1608), господар на Пуххайм в Раабс, женен за фрайин Анна фон Танхаузен; имат две дъщери и един син